# Esofagite eosinofila
L'esofagite eosinofila è una malattia immuno-mediata cronica dell'esofago, caratterizzata da un'infiammazione prevalentemente eosinofila dell'organo. La fisiopatologia di questa condizione non è ben chiara, tuttavia è possibile che una allergia alimentare possa giocare un ruolo significativo, scatenando una risposta immunitaria in pazienti con una predisposizione genetica. L'infiammazione esofagea cronica non trattata alla fine può portare a restringimento e stenosi dell'esofago.
L'esofagite eosinofila è una patologia caratterizzata da un elevato numero nell'esofago di granulociti eosinofili, un tipo di globuli bianchi così chiamati perché dotati di granuli citoplasmatici che assumono un colorito rosso al microscopio quando esposti al colorante eosina. Normalmente pochi o nessun eosinofilo è riscontrabile nei tessuti di questo organo digestivo superiore; al contrario nella esofagite eosinofila, gli eosinofili inflitrano ampiamente l'epitelio della mucosa esofagea.

## Epidemiologia e storia
L'esofagite eosinofila è stata descritta come patologia solo negli ultimi anni, sebbene non si sappia molto circa la sua patogenesi. In precedenza si riteneva che l'esofagite eosinofila fosse una patologia rara, ma col tempo è stata riconosciuta come un'entità patologica sempre più diffusa e riconosciuta, che può iniziare in qualsiasi momento tra infanzia ed età adulta; si manifesta occasionalmente negli anziani. È più frequente negli uomini (rapporto maschi-femmine 3:1).
In passato i pazienti con esofagite eosinofila venivano erroneamente diagnosticati come affetti da malattia da reflusso gastroesofageo (MRGE), in quanto i sintomi sono spesso simili tra le due patologie. Inoltre, anche i pazienti con MRGE possono presentare un conteggio elevato di eosinofili nella mucosa dell'esofago, ma questo innalzamento è molto inferiore rispetto a quello che si riscontra nei pazienti con esofagite eosinofila. Pertanto, in base al sospetto che l'esofagite eosinofila fosse causata da un eccesso di acidità di stomaco, questi pazienti sono stati spesso trattati con inibitori della pompa protonica (IPP). Tuttavia, un trial clinico del 1993 ha definito in seguito che l'esofagite eosinofila non rappresenta un fenomeno della patologia da reflusso: infatti, nei pazienti affetti da esofagite eosinofila, i livelli di esposizione della mucosa esofagea ai succhi gastrici acidi, misurati tramite una pH-metria esofagea, sono normali.
Vari studi hanno dimostrato una forte correlazione tra l'esofagite eosinofila ed alcune condizioni allergiche, quali allergie alimentari, rinite allergica, asma e dermatite atopica. È stata inoltre riportata un'associazione tra esofagite eosinofila e malattia celiaca, sebbene non sia al momento chiaro se la causa dell'eosinofilia sia da ricercarsi nella malattia celiaca stessa o in una predisposizione da parte dei pazienti pediatrici a sviluppare entrambe queste condizioni. Altre patologie che sono state correlate all'esofagite eosinofila, sebbene in modo poco chiaro, sono le malattie infiammatorie croniche intestinali, le malattie ereditarie del tessuto connettivo (ad es., la sindrome di Marfan) e l'esofagite da Herpes Virus.

## Segni e sintomi
I sintomi tipici di questa affezione negli adulti sono: difficoltà di deglutizione (disfagia), occlusione esofagea da bolo alimentare, dolore localizzato al centro del petto che può non rispondere all'assunzione di antiacidi, e sintomi simili alla MRGE come il bruciore di stomaco (pirosi gastrica).
La disfagia è di gran lunga il sintomo più comune, tanto che il 15% dei pazienti sottoposti ad endoscopia per indagare questo sintomo sono scoperti essere affetti da esofagite eosinofila. Fino alla metà dei casi di esofagite eosinofila presenta una storia di episodi di arresto del bolo alimentare in esofago, e in un terzo circa dei pazienti sono stati descritti restringimenti (stenosi) dell'esofago.

## Diagnosi

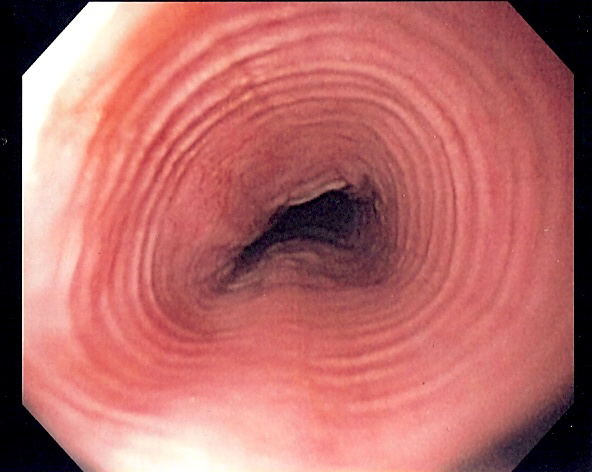
Immagine endoscopica dell' esofago in un caso di esofagite eosinofila.

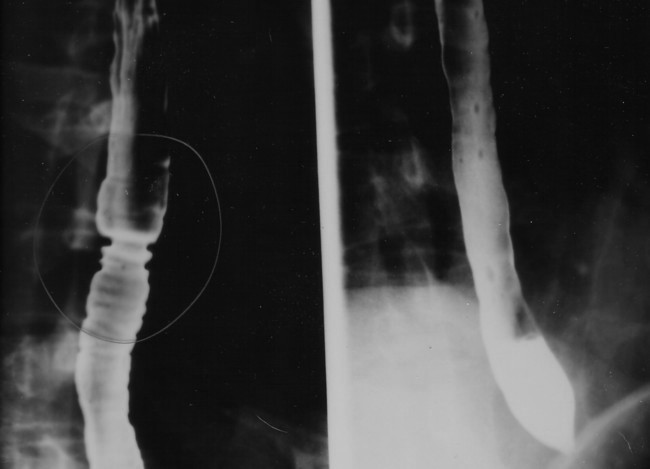
L'ingestione di bario mostra sul lato sinistro dell'esofago anelli multipli associati ad esofagite eosinofila.

La diagnosi di esofagite eosinofila è una diagnosi clinica, endoscopica ed istologica, che richiede biopsie della mucosa dell'esofago ottenute durante l'esecuzione di una esofagogastroduodenoscopia (EGDS). Per effettuare la diagnosi di esofagite eosinofila è necessaria, in un paziente che presenti sintomi correlati ad una disfunzione esofagea, l'osservazione al microscopio di un'infiammazione prevalentemente eosinofila dell'esofago, con almeno 15 granulociti eosinofili per campo ad alto ingrandimento (High Power Field, HPF).
Tipicamente gli eosinofili si trovano in ammassi vicino alla superficie dell'epitelio. Spesso è possibile visualizzare varie forme di eosinofili privi di granuli. Oltre alle infiltrazioni esofagee è possibile anche visualizzare un ampliamento dello strato basale in risposta al danno infiammatorio dell'epitelio. Per una maggiore certezza nella diagnosi, è spesso raccomandata la raccolta di più biopsie dall'esofago prossimale (cioè superiore), medio e distale (cioè inferiore). In pazienti in cui il medico sospetti anche la sovrapposizione di una gastroenterite eosinofila (GE), possono anche venire raccolte biopsie dell'antro dello stomaco e del duodeno.
Le caratteristiche morfologiche dell'esofagite eosinofila osservabili all'endoscopia sono diverse e possono comprendere essudati bianchi, creste o anelli, edema della mucosa, solchi verticali o stenosi (cioè riduzioni del calibro dell'esofago). A volte in esofago possono essere presenti anelli multipli che giustificano il termine utilizzato per descrivere questo quadro: "esofago ondulato" o "esofago felino" proprio per la somiglianza con gli anelli dell'esofago del gatto; spesso, si parla anche di "trachealizzazione" dell'esofago, in quanto l'aspetto endoscopico di quest'organo diventa simile a quello della trachea.
In letteratura radiologica, il termine "esofago ad anello" è stato usato per descrivere la comparsa di esofagite eosinofila su esofagogramma con bario per distinguerlo dalla comparsa transitoria di pieghe trasversali che a volte è possibile vedere in soggetti con reflusso esofageo (definito "esofago felino").
Per quanto riguarda gli esami di laboratorio, approssimativamente il 50-60% dei pazienti con esofagite eosinofila presenta elevati livelli di immunoglobuline E (IgE) nel siero. Un valore sopra la norma di granulociti eosinofili (eosinofilia) nel sangue periferico è riscontrato nel 40-50% dei pazienti, ma è comunque di lieve entità.
Un insieme di geni caratteristici, individuati in laboratorio dal Dr. Marc Rothenberg e definiti "trascrittoma della Esofagite Eosinofila" vengono espressi da questi pazienti e li distinguono dagli individui sani o da pazienti con altre forme di esofagite.

## Trattamento
Le strategie terapeutiche includono modificazioni delle abitudini alimentari, al fine di escludere eventuali allergeni alimentari, terapia medica e dilatazione meccanica dell'esofago.

### Terapia farmacologica
Il primo approccio alla malattia è spesso l'esecuzione di un test cutaneo per valutare la concomitante presenza di allergie, nel tentativo di identificare gli allergeni alimentari o ambientali che potrebbero contribuire ad innescare la malattia. Se si riesce ad individuare uno o più agenti che causano allergia, allora è possibile modificare la dieta in modo che questi allergeni siano eliminati. Ci sono casi, specialmente in età pediatrica, dove si riscontrano svariate allergie alimentari. Alcuni pazienti necessitano di una dieta elementare con il ricorso a formulazioni speciali. Rimanere aderenti a questo tipo di diete e bere la quantità richiesta della formula alimentare speciale può essere oggettivamente difficile. Spesso in queste situazioni è richiesto ricorrere a vie alternative di alimentazione con utilizzo di sondini naso-gastrici ed altri dispositivi.
La terapia di prima linea per i pazienti affetti da esofagite eosinofila consiste nella somministrazione per via orale di glucocorticoidi topici, ovvero farmaci derivati dal cortisone che agiscono con un meccanismo locale ("topico"). I farmaci studiati per l'impiego come trattamento in questa patologia sono fluticasone propionato e budesonide, e la maggior parte dei pazienti risponde a questi farmaci presentando una riduzione degli eosinofili alle biopsie di controllo. La budesonide, allo stato attuale, è l'unico glucocorticoide topico attualmente approvato per il commercio in Europa e in Canada. I glucocorticoidi sistemici, come il prednisone o il metilprednisolone, hanno un ruolo limitato nel trattamento dell'esofagite eosinofila, eccetto che nei casi di malattia severa in cui non sono possibili altri approcci.
Gli inibitori di pompa protonica storicamente non hanno avuto alcun ruolo nel trattamento, anche se alcuni studi hanno dimostrato che una percentuale significativa di pazienti con sospetta esofagite eosinofila raggiunge la remissione clinico-patologica grazie all'assunzione di IPP, quali ad esempio l'omeprazolo. I pazienti affetti da esofagite eosinofila, per definizione, hanno sintomi persistenti nonostante il ricorso a terapia con farmaci antiulcera. Per questo motivo si preferiscono altri approcci terapeutici.
Per i pazienti che non rispondono ai glucocorticoidi topici, da gennaio 2023 è stata autorizzata la somministrazione di dupilumab, un anticorpo monoclonale che agisce da antagonista recettoriale legandosi alla subunità alfa del recettore dell'interleuchina 4 (IL-4Rα). Dupilumab inibisce la trasduzione del segnale dell’interleuchina 4 (IL-4) e dell’interleuchina 13 (IL-13), che sono fondamentali nell'attivazione dell'infiammazione mediata dai linfociti T helper di tipo 2 (Th2), tipica di patologie come asma e dermatite atopica. Per il trattamento dell'esofagite eosinofila, Dupilumab viene somministrato per iniezione sottocutanea in singola dose settimanale. L'efficacia a lungo termine di questo trattamento non è ancora ben definita, data la recente approvazione.

### Dilatazione esofagea
La dilatazione meccanica può essere considerata in tutti i casi di esofagite eosinofila grave, in particolare in quei casi degenerati in stenosi esofagee gravi. La dilatazione si ottiene facendo passare dei dilatatori attraverso la bocca, quindi giù lungo l'esofago al fine di ampliare leggermente il suo diametro. Dato che l'esofago dei pazienti con esofagite eosinofila è piuttosto sottile e delicato, si deve fare particolare attenzione a non perforare l'esofago in corso di dilatazione.

### Trattamenti sperimentali
Trattamenti attualmente in corso di sperimentazione per questa patologia includono: farmaci biologici anti-interleuchine, come il mepolizumab, un anticorpo monoclonale anti IL-5; antagonisti dei recettori dei leucotrieni, come il montelukast; antagonisti del recettore della prostaglandina D2; e analoghi delle purine.